# Armagedom

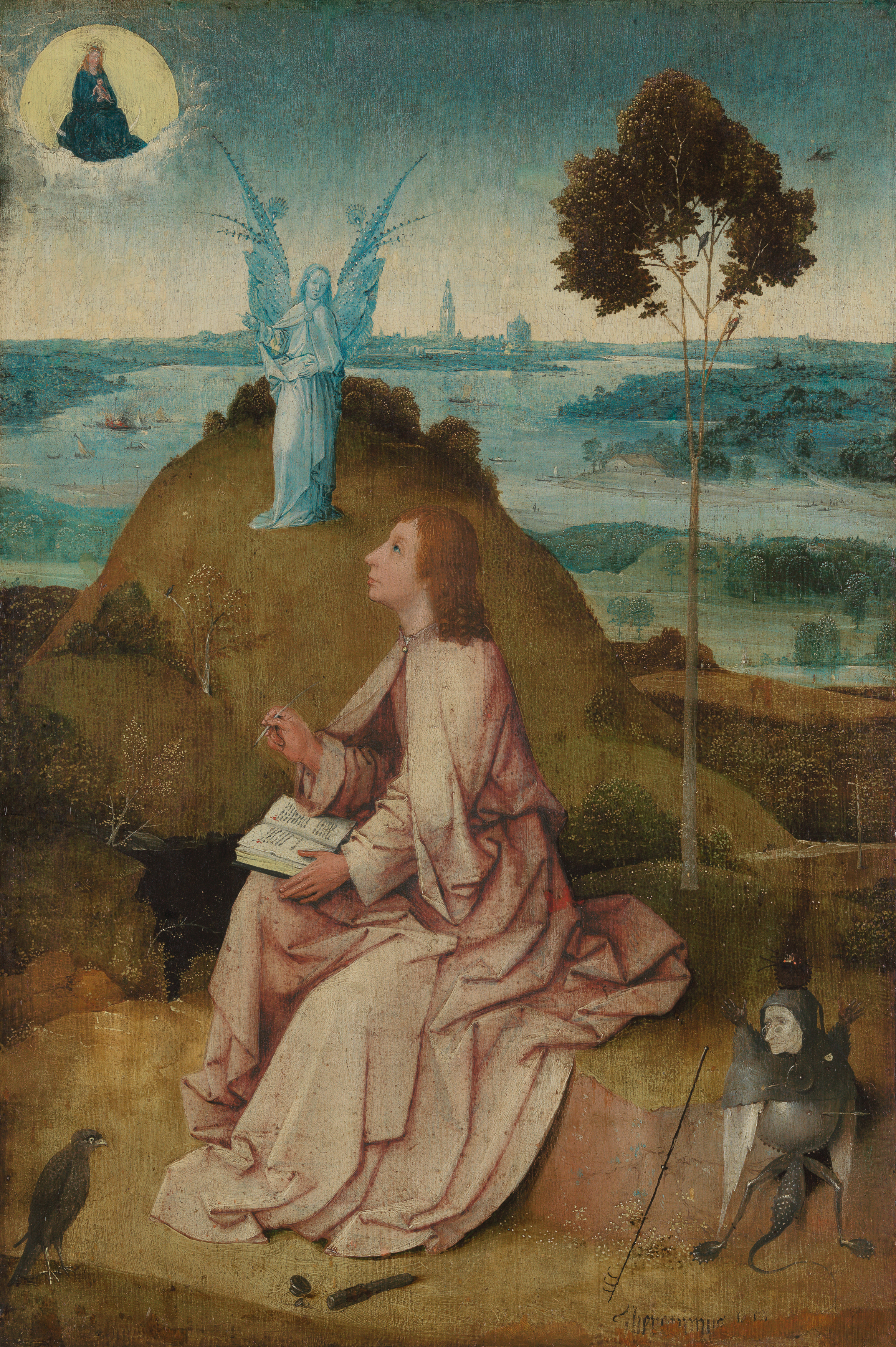
João em Patmos escreve o Apocalipse - Bosch, 1505

O Armagedão (português europeu) ou Armagedom (português brasileiro) ( em hebraico: הר מגידו; romaniz.: har məgiddô; "Monte Megido"; em grego clássico:  Ἁρμαγεδών; romaniz.: Harmagedōn; em árabe: أرمجدون; em latim: Armagedōn) é identificado na Bíblia como a batalha final de Deus contra a sociedade humana iníqua, em que numerosos exércitos de todas as nações da Terra iriam se encontrar numa condição ou situação em oposição a Deus e seu Reino por Jesus Cristo no simbólico "Monte Megido". Segundo o Livro de Jeremias (46:10), essa guerra seria perto do rio Eufrates.
No Livro do Apocalipse, conta-se que antes da batalha final, os exércitos se reúnem na planície abaixo de "Har Megido" (a colina de Megido). Entretanto, a tradução foi malfeita e "Har Megido" foi erroneamente traduzido para "Armagedom", fazendo os exércitos se reunirem na planície antes do Armagedom, a batalha final.

## História
Essa batalha é citada duas vezes no último livro da Bíblia (Apocalipse 16 14:16), mas ultimamente o nome Armagedom tem sido mais associado a uma catástrofe mundial ou a uma guerra nuclear global. A Bíblia fala do Armagedom como uma guerra que preparará o caminho para um tempo de paz e justiça e que destruirá a iniquidade (Salmos 92:7).
Em novembro de 2005 surgiu a notícia de que arqueólogos israelenses encontraram na atual prisão de Megido (na mesma região onde algumas correntes religiosas afirmam que irá ocorrer o Armagedom) resquícios arquitetônicos muito antigos de uma igreja cristã do século III ou IV, de uma época em que Roma ainda perseguia os primeiros cristãos.